# Jennifer Davids
Jennifer Davids (* 14. Juni 1973 in Wiesbaden) ist eine deutsch-philippinische Popsängerin und Songwriterin. Sie schreibt und singt in englischer Sprache.

## Biografie
Jennifer Davids ist die ältere von zwei Töchtern eines Deutschen und einer Filipina. Eine Kindergärtnerin bemerkte Jennifers Gespür für Musik. Schon früh nahm sie an der städtischen Musikschule Klavierunterricht. Dort begann sie zu improvisieren und etliche Pop-Songs nach dem Gehör zu spielen. Mit sechzehn Jahren nahm Jennifer ihre ersten Gesangsstunden und nutzte Musik- und Gesangswettbewerbe als Forum für erste Bühnenerfahrungen. 
1999 nahm sie ihr erstes Album Predictable auf. Die Single Love, Pain And The Whole Damn Thing wurde 2000 veröffentlicht und schaffte als Airplay-Hit den Einstieg in die Deutschen Top-100-Single-Charts. 2001 wurde dann das Album Predictable veröffentlicht. Davids wurde eingeladen, als „special guest“ im Vorprogramm des Hamburger Pop-Duos Orange Blue aufzutreten. Die Tour führte sie durch Deutschland, Österreich und die Schweiz. 
Die Jahre 2003–2005 widmete Jennifer Davids ganz dem eigenen Songwriting. In dieser Zeit reifte auch der Entschluss, das zweite Album zusammen mit dem Produzenten und Musiker Armin Ludaescher in Angriff zu nehmen. Das hieraus resultierende Album Brand New Start wurde 2006 veröffentlicht.

## Diskografie

### Alben
- 2001: Predictable
- 2006: Brand New Start

### Singles
- 2000: Love, Pain & The Whole Damn Thing
- 2001: We Danced Anyway
- 2006: Without Him
- 2006: Drawing The Line
- 2007: I'm Not Over You